# Domenico Viva
Domenico Viva (Lecce, 19 ottobre 1648 – Napoli, 5 luglio 1726) è stato un gesuita e teologo italiano.

## Biografia
Nato a Lecce il 19 ottobre 1648, entrò nel 1663 nella Compagnia di Gesù. Fu prima professore di greco, poi per vent'anni di filosofia e teologia; e nell'ultimo periodo di sua vita passò a Napoli a reggervi il Collegio Massimo e, successivamente, la provincia.

## Opere
Tra le non poche sue opere primeggiano il Cursus theologicus moralis, in 8 volumi; le Damnatae theses ab Alexandro VII, Innocentio XI, et Alexandro VIII, ecc., la Trutina theologica thesium quesnelliarum; nelle ultime due Viva illustra il senso e le ragioni delle tesi che avevano incontrato la condanna della Chiesa, confutando acutamente le erronee dottrine del Baio, del Giansenio e di Miguel de Molinos.